# Jvari
Jvari (en georgiano: ჯვარი; en megreliano: ჯვარი) es una ciudad de Georgia ubicada en el centro de la región de Mingrelia-Alta Esvanetia, parte del municipio de Tsalenyija.

## Toponimia
En georgiano, la palabra "jvari" significa "cruz". Sobre el origen del nombre del pueblo, hay tres leyendas que la explican:
- La primera leyenda está relacionada con San Andrés, discípulo de Jesucristo. Tras de la crucifixión de Cristo, sus alumnos comenzaron a difundir el cristianismo por todo el mundo, y San Andrés tuvo que convertirse al cristianismo en Georgia. Un día fue a Jvari desde Abjasia, donde predicó el cristianismo y después bautizó a la gente en el río Inguri. Aquí clavó una cruz en el suelo y desde entonces gente llamó a este territorio 'Jvari'.
- La segunda leyenda dice que la reina Tamara de Georgia estuvo en Jvari en el siglo XII. Mientras caminaba vio dos los ríos, el Inguri y el Magana, cruzándose entre sí y formando una cruz. Al verlo, la reina Tamara exclamó "¡Mira! ¡Jvari, jvari!" y por eso el territorio se llamó así.
- Según la tercera leyenda, cuando la reina Tamara de Georgia visitó el pueblo perdió su cruz de oro. Ella y su séquito se pusieron a buscarla y, después de encontrarla, gritó: "¡Jvari, jvari!" y así llamó a este territorio.

## Geografía
Jvari está situado cerca de la desembocadura del río Magana en el río Inguri. Cerca de Jvari se encuentra la presa de Inguri, que es una parte importante de la economía de Jvari. La represa proporciona el 46% de toda la electricidad consumida en Georgia.

## Historia
Jvari es un asentamiento muy antiguo en el noroeste de Georgia y, según las leyendas, se puede suponer que Jvari tiene una historia de alrededor de 2.000 años.
La primera escuela en Jvari abrió en 1888, cuyo fundador y primer maestro fue un sacerdote llamado Bede Getia (no tenía un edificio propio, solo una habitación individual). En 1907 se construyó un edificio de madera de 8 habitaciones, pero se incendió el 31 de agosto de 1930 (la construcción de una nueva escuela se produjo en 1934). 
En 1949, muchos residentes de Jvari se fueron a Abjasia siguiendo instrucciones del gobierno georgiano. Luego, en 1992, comenzó la guerra de Abjasia y alrededor de 10.000 refugiados llegaron al área de Inguri, incluido Jvari.
Jvari ganó el estatus de ciudad en 1981, y en 2014 se consideró la creación del municipio de Jvari, que debería incluir los pueblos de Lia, Pajulani, Chale, Muzhava, Etseri y Chkvaleri (sin embargo, al final no se llevó a cabo).
Era la ciudad natal de Melitón Kantaria, el sargento del ejército soviético que fue fotografiado izando una Bandera de la Victoria soviética sobre el Reichstag luego de la derrota final de la Alemania nazi en la Segunda Guerra Mundial.

## Demografía
La evolución demográfica de Jvari entre 1989 y 2014 fue la siguiente:
| 5054                                            | 4794 | 763 |
| (Fuente: Population of Georgia in Soviet times) |      |     |

Según el censo de 2014, el 99,7% de la población son georgianos (mingrelianos).

## Infraestructura

### Transporte
El pueblo está dividida en dos: Jvari está situado en la carretera Zugdidi-Mestia, y Jvarzeni (Alto Jvari) está situado colina arriba. Esta carretera a través de las montañas es la que proporciona acceso a Esvanetia desde el resto de Georgia.

## Galería

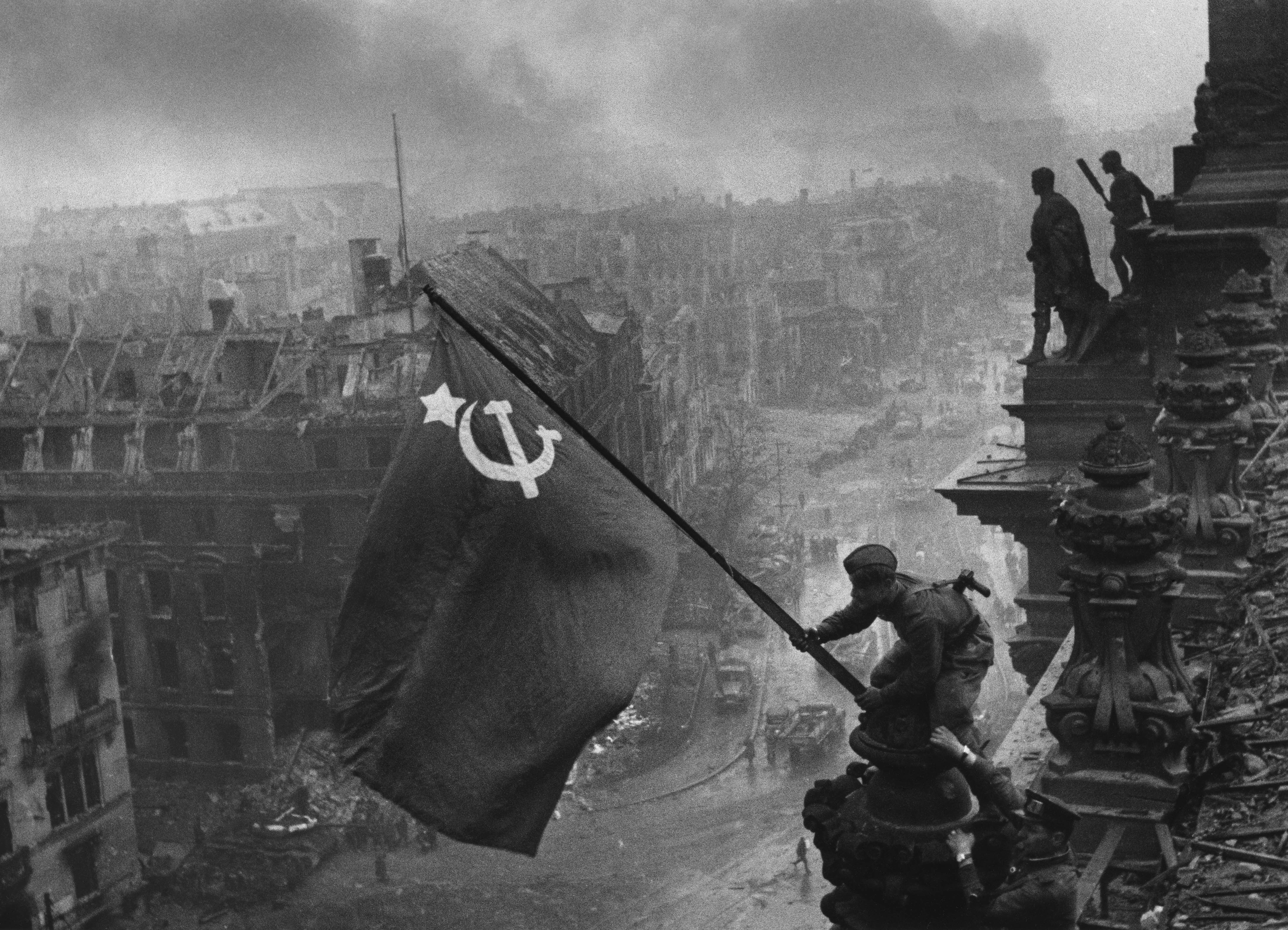
Meliton Kantaria con la bandera soviética sobre el Reichstag
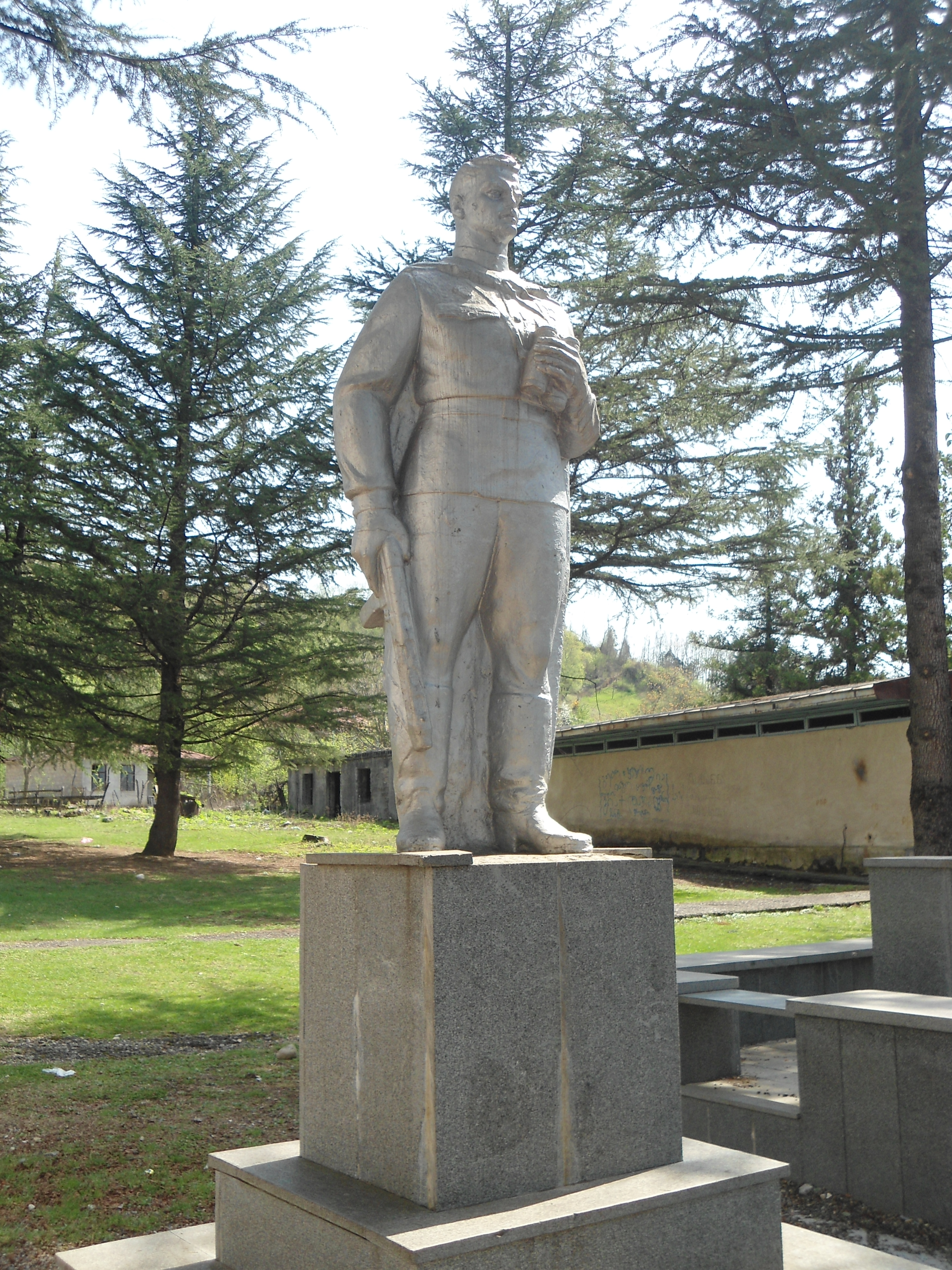
Estatua en homenaje a Melitón Kantaria en Jvari